# Semana Santa en Cataluña
La Semana Santa en Cataluña es muy diferente, dependiendo de la provincia en la que se realice.

## Semana Santapor Provincias

### Provincia de Tarragona
En Tarragona, Reus y Tortosa, entre otros.

#### Galería especial Semana Santa Tarragona
Declarada Fiesta de Interés Turístico Nacional (Generalitat)
Considerada la más importante de Cataluña y una de las mejores de España. Cuenta con 20 pasos o misterios. Participan en ella alrededor de 5.000 personas. Se trata de una procesión austera y larga que abarca 3 horas de recorrido interior y alcanza las 5 horas desde su punto de partida (20.00h), hasta la subida del último paso (la Soledad), por la Bajada de las Pescaderías (alrededor de las 2.00h de la madrugada) 
Televisión Española (Año 2000): * 
Año 2014: *  Archivado el 4 de marzo de 2016 en Wayback Machine.- (Procesión Completa Santo Entierro-en catalán)
Año 2011: * 
Año 2009: * 
Año 2013: *  (Exposición de pasos en la catedral)
VIDEOS PASOS PROCESIONALES O MISTERIOS DE TARRAGONA (21 en total)
-Paso de la Borriquita (Domingo de Ramos) 
-Paso de la Santa Cena 
- (Recogida)
- (Desfile en varias procesiones)

-Paso de la Oración en el Huerto 
- (Recogida)
- (Reverencia al paso por los manaies)
- (Procesión Viernes Santo)

-Paso de Velad y Orad 
- (Recogida)
- (Hacia la iglesia de San Agustín)

-Paso del Prendimiento de Jesús 
- (Recogida)
- (Procesión del Serrallo)

-Paso de la Flagelación 
- (Recogida)
- (Procesión del Dolor-Miércoles Santo)

-Paso del Cristo del Buen Amor (Imagen de Jesús Reflexionando tras ser flagelado) 
- (Recogida)

-Paso de Nuestra Señora de la Amargura con San Juan Evangelista (conocen la flagelación) 
- (Recogida)

-Paso del Ecce Homo 
- (Recogida)

-Paso de Jesús de la Pasión (Jesús cargando con la cruz) 
- (Recogida)
- (Procesión)

-Paso del Cirineo 
- (Recogida)
- (Procesión)

-Paso de Jesús Nazareno o la Verónica 
- (Recogida)

-Paso de Jesús despojado de sus Vestidos 
- (Recogida)

-Paso del Cristo de Penitentes (sin vídeo) 
-Paso del Santo Cristo de la Purísima Sangre (Clavado en cruz) 
-Paso del Descendimiento de la Cruz 
- (Recogida)
- (venerado por Jesús de la Pasión)

-Paso de la Piedad 
- (Recogida)

-Paso del Retorno del Calvario 
- (Recogida)

-Paso del Santo Entierro 
- (Recogida)

-Paso del Santo Sepulcro 
- (Recogida)

-Paso de la Soledad 
- (Recogida)

#### Otros vídeos de la Semana Santa de Tarragona
-Procesión de Nazarenos (Martes Santo)
-Procesión del Dolor (Miércoles Santo)
- Archivado el 4 de marzo de 2016 en Wayback Machine. (versión catalana)
- (versión universal-Parte1)
- (versión universal-Parte2)

#### Galería especial Semana Santa Reus
- Video procesión 2006

### Provincia de Barcelona
La Semana Santa de Barcelona. 
Las principales ciudades en la que se realizan los actos y procesiones más destacados son Barcelona y Mataró.
También existen en Martorellas, Santa Coloma de Gramanet, o l' Hospitalet de Llobregat (entre otras).  
En Mataró, cabe destacar, que a diferencia de la de Hospitalet, los pasos se dividen por hermandades, unas más semejantes a la andaluza y otras más "de Mataró", con vestimentas únicas, cabe destacar, que el Viernes Santo es el día de mayor esplendor, se reúnen todas las cofradías en el centro de la ciudad y hacen una procesión todos juntos, una vez ya que cada imagen haya hecho su procesión por sus respectivos barrios.

#### Localidades
- Barcelona:

En la ciudad de Barcelona, pese a haber sido una de las primeras ciudades españolas en realizar procesiones para Semana Santa, a partir de los años 60 se pierden todos los actos más tradicionales que caracterizaban la Semana Santa barcelonesa (excepto la de la Pontificia y Real Hermandad y Cofradía de Nazarenos de Nuestro Padre Jesús del Gran Poder y María Santísima de la Esperanza Macarena del Viernes Santo que realizó su primera estación de penitencia en 1966).
Poco a poco se han ido recuperando distintos actos y se han incorporado nuevos. Los más destacados son:
•La procesión del Domingo de Ramos, Jesús entrando en Jerusalén, organizada por la Pontificia y Real Hermandad y Cofradía de Nazarenos de Nuestro Padre Jesús del Gran Poder y María Santísima de la Esperanza Macarena que sale de la Parroquia de San Agustín a las 10:00 horas y se recoge en el mismo templo a las 23:00 horas.
•La tradicional salida del [Cristo de Lepanto de la Catedral de Barcelona] a las tres de la tarde del Viernes Santo para celebrar en la plaza adyacente el Sermón de las 7 Palabras. 
•La procesión de la Pontificia y Real Hermandad y Cofradía de Nazarenos de Nuestro Padre Jesús del Gran Poder y María Santísima de la Esperanza Macarena que sale de la Parroquia de San Agustín a las 17:00 horas del Viernes Santo y se recoge en el mismo templo a las 24:00 horas.
•La procesión de la Hermandad y Cofradía de Nuestra Señora de las Angustias con su paso cargado a costal que sale de la Iglesia de San Jaime a las 19:00 horas del Viernes Santo y se recoge a las 23:30 horas en el mismo templo.
•La procesión de la Congregación del Cristo de la Buena Muerte que sale a las 19:00 horas del Viernes Santo de la Parroquia de Santa Ana y se recoge a las 23 horas en el mismo templo.
Además, otras procesiones de la provincia son: 

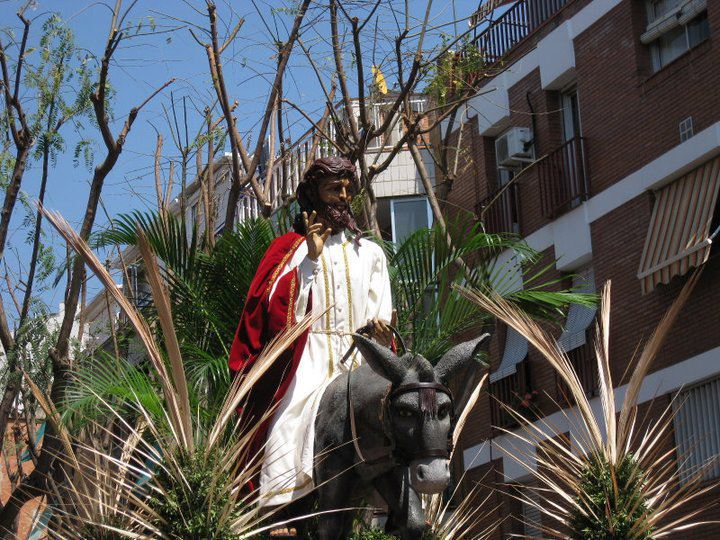
Nuestro Padre Jesús en su Entrada Triunfal en Jerusalén el Domingo de Ramos en Santa Coloma de Gramanet

- Santa Coloma de Gramanet: Son tradicionales la Procesión de Nuestro Padre Jesús en su Entrada Triunfal en Jerusalén el Domingo de Ramos . La Procesión del Santísimo Cristo de la Vera Cruz y María Santísima de los Dolores en Jueves Santo y en Domingo de Resurrección la Procesión del Encuentro del Santísimo Cristo Resucitado y su Santísima Madre en la Plaza del Reloj del Barrio del Fondo.

- Badía del Vallés
- Casteldefels
- Cornella de Llobregat
- Prat de Llobregat
- Hospitalet de Llobregat
- Martorellas
- Mataró
- Badalona
- Moncada y Reixach
- San Baudilio de Llobregat
- San Vicente dels Horts
- Sabadell
- Manresa

#### Galería
Semana Santa Badalona:

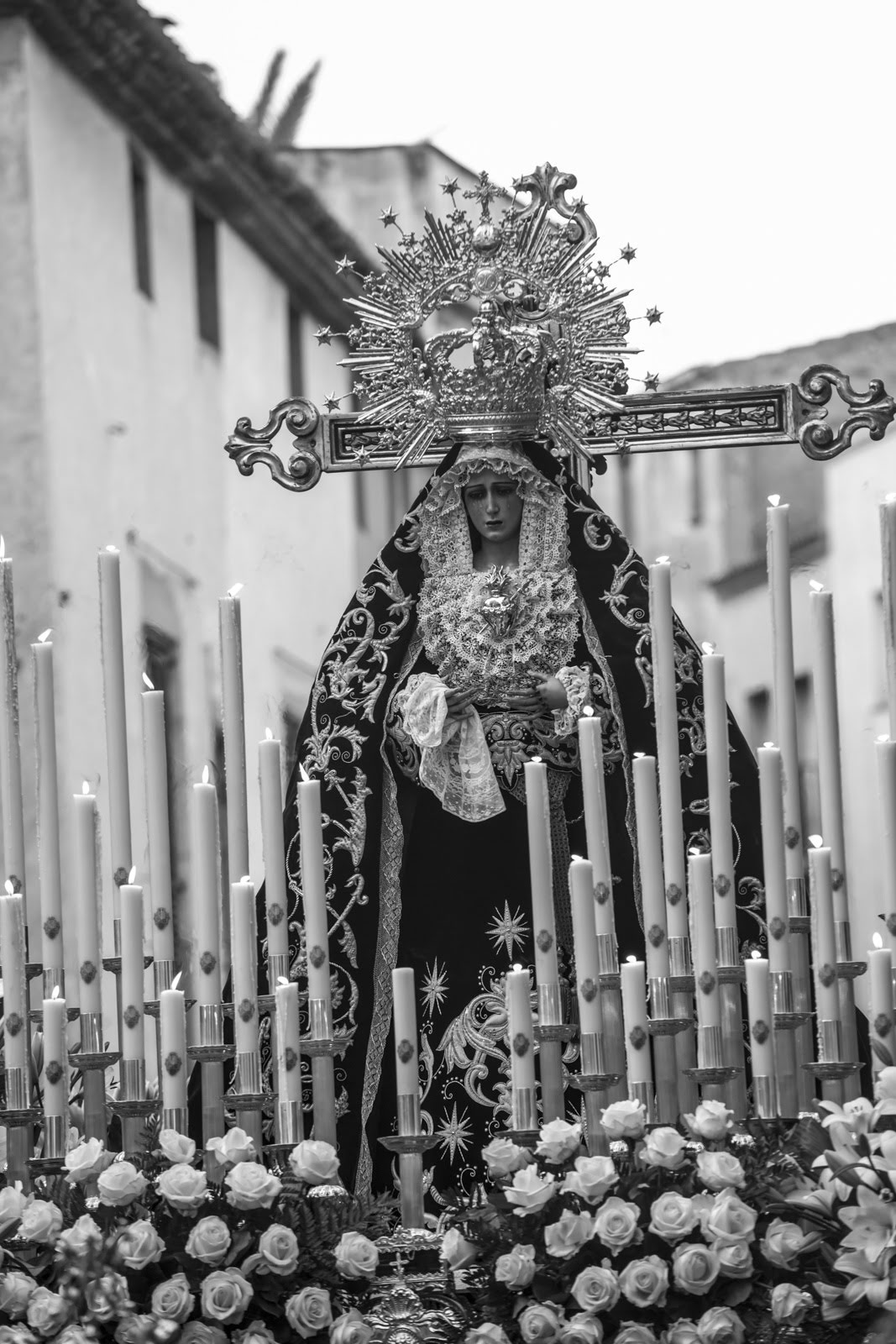
Ntra. Sra. de los Dolores de Mataró (Viernes de Dolores).

- http://www.youtube.com/watch?v=BpA0FWMJviQ Procesión del Santo Entierro donde salen el Santísimo Cristo Redentor y Nuestra Señora de la Soledad, también esta el misterio del Calvario con el Cristo de la Divina Misericordia, la Virgen de la Esperanza, San Juan y María Magdalena

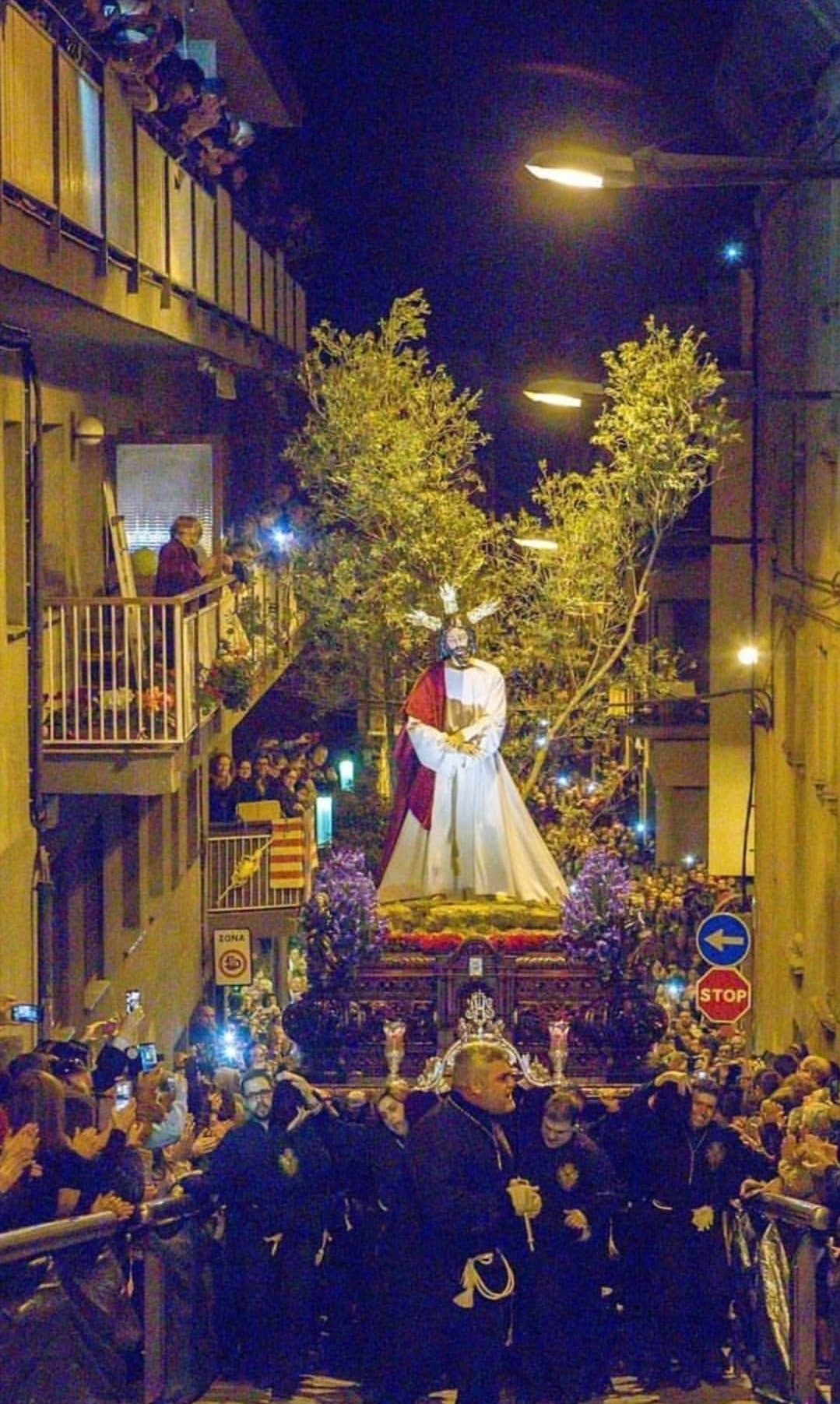
Ntro. Padre Jesús Cautivo subiendo 'les escaletes' el domingo de Ramos.

Semana Santa Cornellá: 
- Salida Procesional el Jueves Santo con la imagen del Cristo de la Buena Muerte por las Calles de Cornellá

Semana Santa en Mataró:
- Armats de Mataró, Oración del Señor a l'hirt, Hermandad de Nuestro Padre Jesús Cautivo y Nuestra Señora de los Dolores, Cofradía de la Coronación de Espinas, Hermandad de Nuestro Padre Jesús Nazareno y la Virgen de la Esperanza, Cofradía del Santo Cristo de la Agonía, Cristo de la Buena Muerte, Cofradía del Santo Sepulcro y la Hermandad de Nuestra Señora de la Soledad.
- Las semanas anteriores a la Semana Santa, se celebran los traslados y las misas correspondientes.
- El domingo anterior al Domingo de Ramos se celebra la 'Celebración de la Coronación de Nuestra Señora de la Soledad', donde portan a la virgen por su barrio, Cirera. Virgen de los Dolores de Mataró preparada para salir de la basílica de Sta. Maria el Viernes Santo.

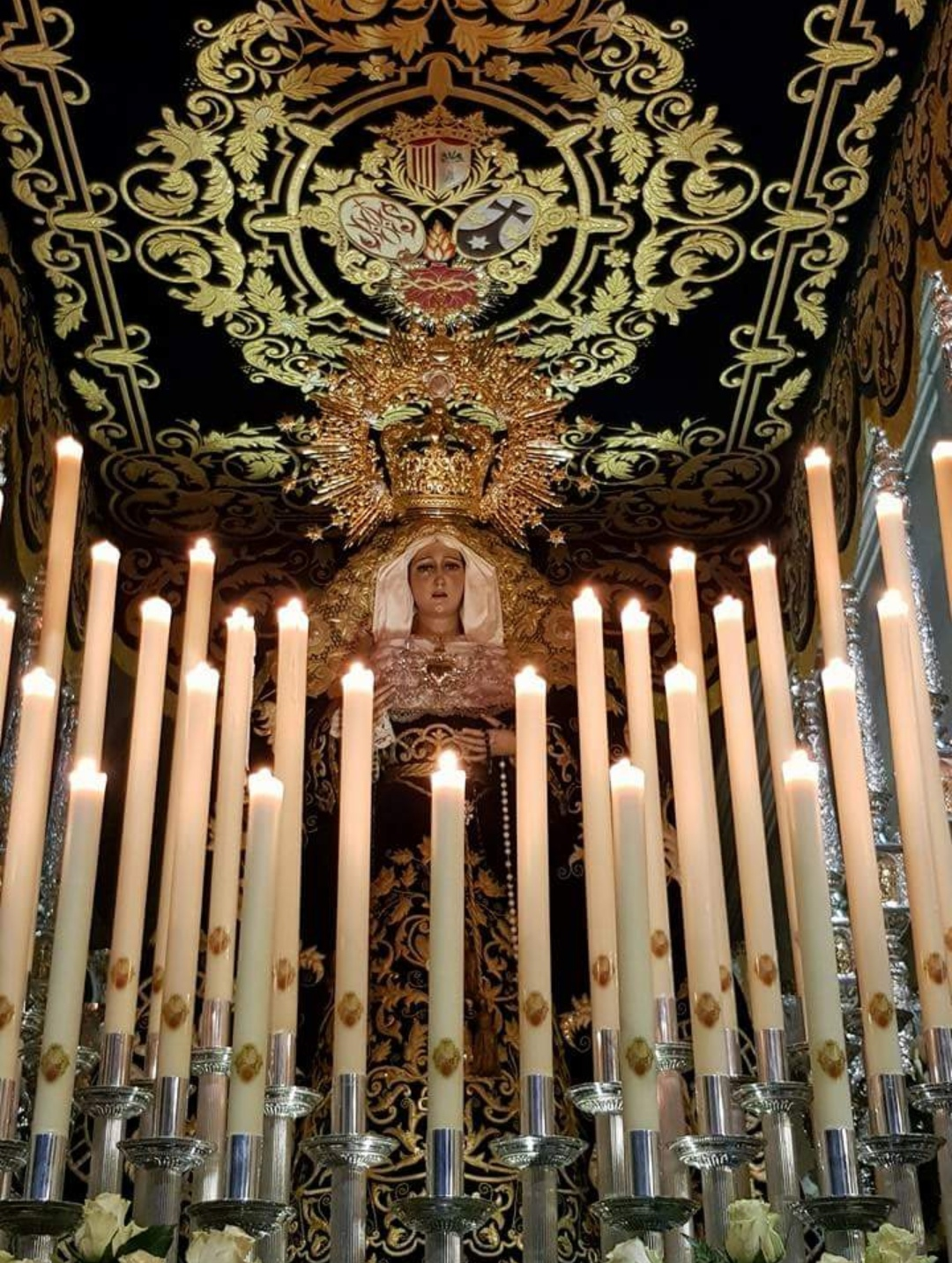
Virgen de los Dolores de Mataró preparada para salir de la basílica de Sta. Maria el Viernes Santo.

- Viernes de Dolores: María Santísima de Los Dolores sale desde la su base canónica, la Basílica de Santa María, hasta su hermandad.
- Domingo de Ramos: Es el día más destacado de toda la semana (después del Viernes Santo). En la plaza de Santa María se representa el momento en el que Judas traiciona a Jesús delante del Sanedrín. Después de esta escenificación, empieza una procesión por el centro de la ciudad. El momento más importante es la subida de la 'Baixada de les escaletes', donde los portadores suben el trono de Nuestro Padre Jesús Cautivo corriendo. Este mismo día, se celebra un Vía Crucis en el barrio de La Llantia.
- Jueves Santo: Nuestro Padre Jesús Nazareno y la Virgen de la Esperanza hacen la procesión por el barrio de Cerdañola. Esta procesión es autodenominada como 'La Noche Morada', ya que los colores de la hermandad son el morado y el verde. A la misma hora, pero en el centro, se encuentra la procesión del silencio, donde participan la Congregación de los Dolores (que no la virgen de los Dolores) y la Coronación de Espinas.
- Viernes Santo: Procesión General del Viernes Santo. Con la participación de todas las hermandades y cofradías, todos los misterios y pasos salen en orden bíblico. Participan también los Armats de Mataró.
- Domingo de Resurrección: la Delegación Infantil de la Hermandad de Nuestro Padre Jesús Nazareno y la Virgen de la Esperanza se encarga de sacar la imagen de Jesús Resucitado por el barrio de Cerdañola.
- Destacar que las imágenes de Nuestro Padre Jesús Cautivo y Nuestra Señora de los Dolores tienen el título de las imágenes más bonitas de Cataluña y la Dolorosa tiene el mejor palio, también, de Cataluña.

Semana Santa Casteldefels:
- Cristo de la paz, Virgen de la paz y NPJ Nazareno

Semana Santa Hospitalet:
- Recoge, todos los momentos desde la creación de la hermandad (1977) hasta el 2007. Aparecen actuaciones, etc.

Semana Santa Barcelona:
- la Esperanza Macarena y NPJ del Gran Poder Señores de Barcelona
- Salida de rodillas del paso portado a costal de Nuestra Señora de las Angustias de la Iglesia de San Jaime
- Entrada de Nuestra Señora de las Angustias en el Pla de la Seu por la calle Santa Lucía.

Semana Santa de Santa Coloma de Gramanet
- Salida de María Santísima de los Dolores en la Procesión del Jueves Santo de Santa Coloma de Gramanet seguida de un Gran Repique de Campanas Procesión en la que salen a la calle el Santísimo Cristo de la Vera Cruz con Nuestra Señora de la Piedad (en el mismo paso) y María Santísima de los Dolores